# Élections européennes de 1999 en Espagne
Les élections européennes de 1999 eurent lieu en Espagne le 13 juin 1999, afin d'élire les 64 députés européens dans une circonscription unique et au suffrage universel proportionnel de liste, pour la législature 1999-2004.
| Parti | Parti                                            | Tête de liste         | %     | Élus |
| ----- | ------------------------------------------------ | --------------------- | ----- | ---- |
|       | Parti populaire (PP)                             | Loyola de Palacio     | 39,74 | 27   |
|       | Parti socialiste ouvrier espagnol (PSOE)         | Rosa Díez             | 35,33 | 24   |
|       | Gauche unie-Gauche unie et alternative (IU-EUiA) | Alonso Puerta         | 5,77  | 4    |
|       | Convergence et Union (CiU)                       | Pere Esteve           | 4,43  | 3    |
|       | Coalition Europe                                 | Isidoro Sánchez       | 3,20  | 2    |
|       | Coalition nationaliste - Europe des peuples      | Josu Ortuondo         | 2,90  | 2    |
|       | Bloc nationaliste galicien (BNG)                 | Camilo Nogueira Román | 1,65  | 1    |
|       | Citoyens Basques - Euskal Herritarrok            | Koldo Gorostiaga      | 1,45  | 1    |
|       | Les Verts - Les gauches des peuples (es)         | Antoni Gutiérrez Díaz | 1,42  | 0    |